# Lipowka (Kaliningrad, Tschernjachowsk)
Lipowka (russisch Липовка, deutsch Guttawutschen, litauisch Gutavučiai) ist ein Ort in der russischen Oblast Kaliningrad. Er gehört zur kommunalen Selbstverwaltungseinheit Stadtkreis Tschernjachowsk im Rajon Tschernjachowsk. Zu Lipowka gehört auch das ehemalige Szacken (1938–1945 Schackenau). Der heutige zentrale Siedlungsbereich von Lipowka liegt zwischen diesen beiden Orten. 

## Geographische Lage
Lipowka liegt 15 Kilometer nördlich der Stadt Tschernjachowsk (Insterburg) an der Regionalstraße 27A-009 (ex A197). Eine Bahnanbindung besteht nicht. Vor 1945 war Buchowo (Buchhof) die nächste Bahnstation an der Bahnstrecke Insterburg–Groß Skaisgirren (russisch: Tschernjachowsk–Bolschakowo) der Insterburger Kleinbahnen.

## Geschichte

### Guttawutschen
Guttawutschen wurde im Jahr 1680 gegründet. Seit 1874 gehörte das Dorf zum neu errichteten Amtsbezirk Budwethen, Ksp. Georgenburg im Kreis Insterburg. Im Jahre 1910 zählte Guttawutschen 51 Einwohner. Am 1. Juli 1929 verlor Guttawutschen, damals aus zwei großen Höfen bestehend, seine Eigenständigkeit und wurde nach Szacken (s. u.) eingemeindet.

### Szacken (Schackenau)
Szacken bestand aus einigen kleinen Höfen. Seit 1874 gehörte das Dorf zum neu errichteten Amtsbezirk Budwethen, Ksp. Georgenburg, ab 1932 „Amtsbezirk Schönwaldau“, im Kreis Insterburg. Im Jahre 1910 waren in Szacken 86 Einwohner registriert. Am 1. Juli 1929 vergrößerte sich die Landgemeinde Szacken um den östlich gelegenen Nachbarort Guttawutschen (s. o.), der eingemeindet wurde. Die Einwohnerzahl kletterte dementsprechend bis zum Jahre 1933 auf 164.
Am 17. September 1936 änderte man die Namensschreibweise von Szacken in „Schacken“ und benannte am 3. Juni 1938 aus politisch-ideologischen Gründen den Ort in „Schackenau“ um. Am 1. April 1939 wurden die Nachbardörfer Ringelau (bis 1938: Auxkallen, Ksp. Georgenburg, heute nicht mehr existent) und Tobacken (ebenfalls erloschen) an die Landgemeinde Schackenau angeschlossen. Die Einwohnerzahl betrug im selben Jahr nunmehr 297.
Im Jahre 1945 kam Schackenau in Kriegsfolge mit dem nördlichen Ostpreußen zur Sowjetunion.

### Lipowka
Im Jahr 1947 erhielt der Ort Guttawutschen den russischen Namen „Lipowka“ und wurde gleichzeitig dem Dorfsowjet Kaluschski selski Sowet im Rajon Tschernjachowsk zugeordnet. Später gelangte Lipowka in den Kalinowski selski Sowet. Von 2008 bis 2015 gehörte der Ort zur Landgemeinde Kaluschskoje selskoje posselenije und seither zum Stadtkreis Tschernjachowsk.

## Kirche
Sowohl die Bevölkerung Szackens resp. Schackenaus als auch die Guttawutschens war vor 1945 überwiegend evangelisch. So gehörten beide Dörfer zum Kirchspiel der Kirche Georgenburg (heute russisch: Majowka) im Kirchenkreis Insterburg in der Kirchenprovinz Ostpreußen der Kirche der Altpreußischen Union. Heute liegt Lipowka im Einzugsbereich der neu entstandenen evangelisch-lutherischen Gemeinde in Tschernjachowsk (Insterburg). Sie ist Pfarrgemeinde der Kirchenregion Tschernjachowsk in der Propstei Kaliningrad der Evangelisch-lutherischen Kirche Europäisches Russland.

## Persönlichkeiten des Ortes
- Hans-Georg Mey (* 12. Dezember 1924 in Szacken; † 30. Oktober 2010 in Bremen), deutscher Justizvollzugspsychologe und Kriminologe